# Дангулов, Савва Артемьевич
Са́вва Арте́мьевич Дангу́лов (1912—1989) — писатель, драматург, журналист и военный корреспондент советского периода. Почётный гражданин города Армавира. Член ВКП(б) с 1940 года.

## Биография
Родился 11 (24) января 1912 год в Армавире (ныне Краснодарский край) в семье служащего черкесо-гайского происхождения.
Родители Дангулова — коренные жители города черкесские армяне (черкесогаи). Дед Саввы Артемьевича по отцу занимался извозом. Имел несколько лошадей и перевозил тяжелые грузы. Как и многие армавирские черкесогаи владел землей, но её не обрабатывал, а сдавал в аренду. У него было два сына и две дочери. Старший сын, отец С. А. Дангулова, Артем Андреевич (1882—1971), человек в высшей степени трудолюбивый, скромный, малоречивый, был хорошим отцом и семьянином. Чтобы оградить жену и детей от лишений, брался за любую работу: был приказчиком магазина, браковщиком завода «Армалит», приемщиком госмельницы, экспедитором, кладовщиком.
Мать С. А. Дангулова, Екатерина Николаевна (1892 или 1894—1970), происходила из богатой черкесо-гайской семьи Байтековых. Артем Андреевич полюбил юную красавицу, на вечерах в клубе приказчиков посылал ей коробки конфет с красочными открытками, в которых признавался в любви. Подписывался псевдонимом «мечта».
Катю выкрал из дома двоюродный брат Артема Степан и привез к Дангуловым. По черкесским обычаям, девушку, привезенную в дом возлюбленного или жениха, возвращать родителям было невозможно, так как на ней бы уже никто не женился. Сыграли свадьбу. Но мать Кати долго не могла смириться с тем, что её дочь, у которой не было отбоя от богатых и знатных женихов, вышла замуж за приказчика, и пришла в дом Дангуловых только через год, на крестины внука Саввы.
Екатерина Николаевна вела домашнее хозяйство, занималась воспитанием детей. В семье было четверо сыновей, Савва Артемьевич — старший. Е. Н. Дангулова окончила частную школу Людмилы Калистратовны Мироновой, в которой позже учился и Савва, великолепно знала два языка: адыгейский, которым владели и её дети, и русский, пересыпала свою речь казачьими и черкесскими пословицами и поговорками. Была натурой мечтательной, обладала необыкновенной памятью. С. А. Дангулов вспоминал: «Мать знала историю Адыгеи и высоко почитала доблесть народа. Помню, как она пела адыгейскую песню о ветре, который мчит по морю корабль. Это была необыкновенная песня о родине и чужбине, — когда мать пела, в её глазах стояли слезы…»
Автор романов «Дипломаты» (1966), «Кузнецкий мост» (1972—1979), «Заутреня в Рапалло» (1980), «Государева почта» (1983, где рассказал о своих поисках архивов Джона Рида, А. М. Коллонтай, Ф. Нансена), повестей, пьес, рассказов о В. И. Ленине, истории советской дипломатии.
Становление С. А. Дангулова как журналиста начиналось в редакции городской газеты «Трудовой путь» Архивная копия от 14 марта 2022 на Wayback Machine (ныне «Армавирский собеседник»).
Окончив среднюю школу, он, как корреспондент, начал активно работать в городской газете «Трудовой путь», а затем в ростовской газете «Молот», где и появились его первые очерки и рассказы в 1934 году.
Важным этапом в жизни и деятельности С. А. Дангулова была его корреспондентская работа в газете «Красная Звезда» (1936—1943).
С 1944 по 1946 год находился на дипломатической работе в качестве пресс-атташе в посольстве СССР в Румынии.
В 1957 год у вышла в свет его повесть «Игнат Лоба в Румынии», а в 1961 году — книга очерков и рассказов «Ленин разговаривает с Америкой», в 1965 году — «Тропа».
Главными его произведениями стали романы «Дипломаты» (1966) и «Кузнецкий мост», о которых сразу же заговорила критика, а вскоре они были переведены на многие иностранные языки.
Роман «Кузнецкий мост» — произведение о советской дипломатии в период Великой Отечественной войны. Книга открывается событиями 22 июня 1941 года и заканчивается последними числами ноября 1943 года — изображением Тегеранской конференции, на которой были установлены сроки открытия второго фронта. Многочисленные сюжетные нити романа: Сталин, Черчилль, Рузвельт и второстепенные герои написаны уверенной рукой художника, в результате события далекого прошлого воспринимаются как живые.
В 1969 году С. А. Дангулов стал главным редактором журнала «Советская литература» на иностранных языках и продолжал писать.
В 1970 году Дангулов создает пьесу «Признание», которая шла и на сцене Армавирского драмтеатра.
В 1974 году пишет автобиографическую книгу «Учитель словесности», в 1980 году вновь возвращается к дипломатической теме и пишет роман «Заутреня в Рапалло».
В 1981 году выпустил книгу литературных портретов «Художники», где он описывает свои встречи с Михаилом Шолоховым и Константином Симоновым, архитекторами Алексеем Щусевым и Анатолием Стрижевским, скульптором Верой Мухиной и другими деятелями искусства.
Пишет рассказы об армавирской юности, о Гражданской войне.
С. А. Дангулов многое делал для родного города. По его инициативе и при его материальной поддержке в центре Армавира было построено здание детской библиотеки имени Зои Космодемьянской, в дар которой писатель передал собранную им картинную галерею под общим названием «С мыслью о матери». Ежегодно приезжая на родину, С. А. Дангулов встречался с коллективами предприятий города, учащимися и молодежью.
В 1986 году в Армавирском драмтеатре был поставлен спектакль «Нана» (сценарий С. Дангулова и А. Курашинова).
Решением Армавирского горсовета 9 апреля 1986 г. Савве Артемьевичу Дангулову присвоено звание «Почётный гражданин Армавира».
Умер 20 августа 1989 года. Похоронен в Москве на Кунцевском кладбище.

## Произведения
- Собрание сочинений в 5-ти томах. М., Художественная литература, 1982—1984.
- Избранные произведения в 2-х томах. М., Художественная литература, 1978.
- «Ленин разговаривает с Америкой»
- «Дипломаты»
- «Кузнецкий мост»
- «Двенадцать дорог на Эгль» (1970)
- «Пятнадцать дорог на Эгль» (1975)
- «Заутреня в Рапалло» (1981)
- «Государева почта»
- «Братина»
- «Легендарный Джон Рид» (1978)
- «Выше неба»

## Награды и премии
- орден Октябрьской Революции (16.11.1984)
- орден Трудового Красного Знамени
- орден Дружбы народов (02.02.1982)
- 2 ордена Красной Звезды (…; 05.11.1945)
- медаль «За трудовую доблесть»
- другие медали
- Премия имени Е. Ф. Степановой (1982)

## Память
- Имя Дангулова носят детская библиотека и дом-музей писателя.